# La Maison en lames de rasoir
La Maison en lames de rasoir est un recueil de Linda Maria Baros paru en 2006 aux éditions Cheyne, réédité en 2008. Ce livre s'est vu attribuer le prix Guillaume-Apollinaire en 2007.

## Recueil
«La Maison en lames de rasoir est une construction lyrique bâtie autour de l'idée que la création implique toutes les responsabilités d'un architecte et tous les risques d'un potentiel habitant. » 
L'ensemble des poèmes qui composent le recueil est distribué en sept parties désignant les composantes de la maison : Le seuil, La porte, Le plancher, La table, La fenêtre, Les murs, La maison.

## Éditions
- La Maison en lames de rasoir, éditions Cheyne, France, 2006, réédition 2008[3]
- Casa din lame de ras, Cartea Românească, Bucarest, Roumanie, 2006[4] ; Prix de Poésie du Festival Antares (2006), Prix National de Poésie Ion Minulescu (2008).
- Къща от бръснарски ножчета, traduction Aksinia Mihailova, éditions La Fondation pour la Littérature Bulgare, Sofia, 2010[5]

## Manuels scolaires
- Le poème Les chevaux de mine [6] du recueil La Maison en lames de rasoir de Linda Maria Baros a été inclus dans Limba si literatura româna. Manual de clasa a XII-a (La langue et la littérature roumaine. Manuel pour la classe terminale), Doina Rusti éd., Editura Paralela 45, Roumanie, 2007.

## Critiques
« Un livre qui vous tient dans son étau, presque à chaque page, vous surprend, vous interpelle, vous secoue et vous gifle, c’est chose rare, si rare que l’on peut parler d’une épiphanie. De ce livre, le titre même ressemble à un coup de griffe : La Maison en lames de rasoir.
(…) on est en droit de considérer La Maison en lames de rasoir comme une découverte et un événement dans la poésie française d’aujourd’hui. » Charles Dobzynski
Linda Maria Baros « vient de publier La Maison en lames de rasoir (Cheyne éditeur, 2006), une œuvre magistrale d’audace, qui surprend tant elle est imprévisible, rêveuse et tranchante à la fois, toute de vigueur et de violence mesurée. Patricia Castex Menier dans sa belle préface parle d’une "écriture acérée". À coup sûr, Linda Maria Baros est un poète hors du commun. » Lionel Ray

## Citations
« La maison en lames de rasoir est un quartier de haute sécurité, un endroit où convergent les murs de chaque édifice humain, les chemins, les angoisses, les silences et les mots. Là où se nouent les murs de la maison, nous sommes seuls face à la solitude – cette cervelle caillée sur les cloisons, cette bête sauvage qui porte dans son âme d’infinis glissements vers le néant ; nous sommes seuls face aux lettres névrotiques qui disent l’existence de chacun... Puisque c’est là-bas que nous revêtons de temps à autre la chemise des cloisons, que nous nous enfonçons ses clous dans la tête, que nous mettons son masque à gaz, que nous dormons avec une bouteille d’essence sous l’oreiller, que nous volons à travers ses fenêtres ouvertes comme sur l’autoroute A4... 
À vrai dire, la maison nous maîtrise, nous écorche vifs et nous fait boire ses poisons exquis. La maison est notre maîtresse... Qu’elle soit faite de rêves, d’espoirs, d’attentes ou de lames de rasoir... Il ne nous reste qu’à trouver la maison qui nous va le mieux... » À propos de La Maison en lames de rasoir - Linda Maria Baros